# 1973年オーストリアグランプリ
1973年オーストリアグランプリ (英: 1973 Austrian Grand Prix) は、1973年のF1世界選手権の第12戦として、1973年8月19日にエステルライヒリンクで開催された。

## 概要
レースは54周で行われ、2番手からスタートしたロータスのロニー・ピーターソンが優勝した。ティレルのジャッキー・スチュワートが2位で最後の表彰台を、サーティースのカルロス・パーチェが3位で初の表彰台をそれぞれ獲得した。

## 背景
本GPから事故発生時にセーフティカーの導入を義務付けるレギュレーションが施行される。

## エントリー
フェラーリはマウロ・フォルギエリがF1の技術責任者に復帰し、312B3は大改修された。ジャッキー・イクスはチームへの強い不信感によって事実上絶縁状態にあったため、アルトゥーロ・メルツァリオのみが参加した。
エンサインもN173に改修を施して復帰し、テクノも従来のPA123B（PA123/6とも呼ばれる）で復帰した。オランダGPでロジャー・ウィリアムソンを失ったマーチもジャン＝ピエール・ジャリエが戻ってきた。ヘスケスはハーベイ・ポスルスウェイトが独自にマーチ・731の改良を施した。
ウィリアムズ（イソ・マールボロ）はアンリ・ペスカロロに代わってジィズ・ヴァン・レネップを再び起用した。LEC・リフリジレーション・レーシングは引き続き欠場する。

### エントリーリスト
| チーム                                             | No. | ドライバー                     | コンストラクター | シャシー | エンジン                         | タイヤ |
| -------------------------------------------------- | --- | ------------------------------ | ---------------- | -------- | -------------------------------- | ------ |
| ジョン・プレイヤー・チーム・ロータス               | 1   | エマーソン・フィッティパルディ | ロータス         | 72E      | フォード・コスワース DFV 3.0L V8 | G      |
| ジョン・プレイヤー・チーム・ロータス               | 2   | ロニー・ピーターソン           | ロータス         | 72E      | フォード・コスワース DFV 3.0L V8 | G      |
| スクーデリア・フェラーリ SpA SEFAC                 | 4   | アルトゥーロ・メルツァリオ     | フェラーリ       | 312B3    | フェラーリ 001/11 3.0L F12       | G      |
| エルフ・チーム・ティレル                           | 5   | ジャッキー・スチュワート       | ティレル         | 006      | フォード・コスワース DFV 3.0L V8 | G      |
| エルフ・チーム・ティレル                           | 6   | フランソワ・セベール           | ティレル         | 006      | フォード・コスワース DFV 3.0L V8 | G      |
| ヤードレー・チーム・マクラーレン                   | 7   | デニス・ハルム                 | マクラーレン     | M23      | フォード・コスワース DFV 3.0L V8 | G      |
| ヤードレー・チーム・マクラーレン                   | 8   | ピーター・レブソン             | マクラーレン     | M23      | フォード・コスワース DFV 3.0L V8 | G      |
| チェラミカ・パニョッシン・チーム・MRD              | 9   | ロルフ・シュトメレン           | ブラバム         | BT42     | フォード・コスワース DFV 3.0L V8 | G      |
| モーターレーシング・ディベロップメンツ・リミテッド | 10  | カルロス・ロイテマン           | ブラバム         | BT42     | フォード・コスワース DFV 3.0L V8 | G      |
| モーターレーシング・ディベロップメンツ・リミテッド | 11  | ウィルソン・フィッティパルディ | ブラバム         | BT42     | フォード・コスワース DFV 3.0L V8 | G      |
| エンバシー・レーシング                             | 12  | グラハム・ヒル                 | シャドウ         | DN1      | フォード・コスワース DFV 3.0L V8 | G      |
| クラーク＝モーダウント＝ガスリー・レーシング       | 15  | マイク・ボイトラー             | マーチ           | 731      | フォード・コスワース DFV 3.0L V8 | F      |
| UOP・シャドウ・レーシングチーム                    | 16  | ジョージ・フォルマー           | シャドウ         | DN1      | フォード・コスワース DFV 3.0L V8 | G      |
| UOP・シャドウ・レーシングチーム                    | 17  | ジャッキー・オリバー           | シャドウ         | DN1      | フォード・コスワース DFV 3.0L V8 | G      |
| STP・マーチ・レーシングチーム                      | 18  | ジャン＝ピエール・ジャリエ     | マーチ           | 731      | フォード・コスワース DFV 3.0L V8 | G      |
| マールボロ・BRM                                    | 19  | クレイ・レガツォーニ           | BRM              | P160E    | BRM P142 3.0L V12                | F      |
| マールボロ・BRM                                    | 20  | ジャン＝ピエール・ベルトワーズ | BRM              | P160E    | BRM P142 3.0L V12                | F      |
| マールボロ・BRM                                    | 21  | ニキ・ラウダ                   | BRM              | P160E    | BRM P142 3.0L V12                | F      |
| マルティーニ・レーシング                           | 22  | クリス・エイモン               | テクノ           | PA123/6  | テクノ シリーズP 3.0L F12        | F      |
| ブルックボンド・オクソ・チーム・サーティース       | 23  | マイク・ヘイルウッド           | サーティース     | TS14A    | フォード・コスワース DFV 3.0L V8 | F      |
| ブルックボンド・オクソ・チーム・サーティース       | 24  | カルロス・パーチェ             | サーティース     | TS14A    | フォード・コスワース DFV 3.0L V8 | F      |
| フランク・ウィリアムズ・レーシングカーズ           | 25  | ハウデン・ガンレイ             | イソ・マールボロ | IR       | フォード・コスワース DFV 3.0L V8 | F      |
| フランク・ウィリアムズ・レーシングカーズ           | 26  | ジィズ・ヴァン・レネップ       | イソ・マールボロ | IR       | フォード・コスワース DFV 3.0L V8 | F      |
| ヘスケス・レーシング                               | 27  | ジェームス・ハント             | マーチ           | 731      | フォード・コスワース DFV 3.0L V8 | F      |
| チーム・エンサイン                                 | 28  | リッキー・フォン・オペル       | エンサイン       | N173     | フォード・コスワース DFV 3.0L V8 | F      |
| 出典:                                              |     |                                |                  |          |                                  |        |

追記
- ^1 - ラウダは前戦ドイツGPで負傷した手首の痛みが癒えず、フリー走行で撤退
- ^2 - ワトソンはマシンが準備できず欠場[W 2]

## 予選
ニキ・ラウダは2週間前の前戦ドイツGPで手首と背中を負傷したが、その痛みが癒えなかったため予選には参加せず、母国グランプリの欠場を余儀なくされた。BRMはラウダの代走を起用せず、予選以降はクレイ・レガツォーニとジャン＝ピエール・ベルトワーズの2台が参加することになった。
オランダGPの負傷が癒えたエマーソン・フィッティパルディがポールポジションを獲得し、チームメイトのロニー・ピーターソンとともにフロントローを独占した。2列目はマクラーレンの2台、3列目はカルロス・ロイテマンとアルトゥーロ・メルツァリオが並ぶ。ロータスとチャンピオンを争うティレル勢はジャッキー・スチュワートが4列目の7番手から、フランソワ・セベールは5列目の10番手からスタートする。クリス・エイモンはテクノの水平対向12気筒エンジンに不満を抱き、決勝の出場を拒否した。

### 予選結果
| 順位  | No. | ドライバー                     | コンストラクター          | タイム  | 差    | グリッド |
| ----- | --- | ------------------------------ | ------------------------- | ------- | ----- | -------- |
| 1     | 1   | エマーソン・フィッティパルディ | ロータス-フォード         | 1:34.98 | -     | 1        |
| 2     | 2   | ロニー・ピーターソン           | ロータス-フォード         | 1:35.37 | +0.39 | 2        |
| 3     | 7   | デニス・ハルム                 | マクラーレン-フォード     | 1:35.69 | +0.71 | 3        |
| 4     | 8   | ピーター・レブソン             | マクラーレン-フォード     | 1:35.86 | +0.88 | 4        |
| 5     | 10  | カルロス・ロイテマン           | ブラバム-フォード         | 1:36.01 | +1.03 | 5        |
| 6     | 4   | アルトゥーロ・メルツァリオ     | フェラーリ                | 1:36.42 | +1.44 | 6        |
| 7     | 5   | ジャッキー・スチュワート       | ティレル-フォード         | 1:36.44 | +1.46 | 7        |
| 8     | 24  | カルロス・パーチェ             | サーティース-フォード     | 1:36.48 | +1.50 | 8        |
| 9     | 27  | ジェームス・ハント             | マーチ-フォード           | 1:36.63 | +1.65 | 9        |
| 10    | 6   | フランソワ・セベール           | ティレル-フォード         | 1:36.77 | +1.79 | 10       |
| 11    | 15  | マイク・ボイトラー             | マーチ-フォード           | 1:36.83 | +1.85 | 11       |
| 12    | 18  | ジャン＝ピエール・ジャリエ     | マーチ                    | 1:36.93 | +1.95 | 12       |
| 13    | 20  | ジャン＝ピエール・ベルトワーズ | BRM                       | 1:37.46 | +2.48 | 13       |
| 14    | 19  | クレイ・レガツォーニ           | BRM                       | 1:37.52 | +2.54 | 14       |
| 15    | 23  | マイク・ヘイルウッド           | サーティース-フォード     | 1:37.60 | +2.62 | 15       |
| 16    | 11  | ウィルソン・フィッティパルディ | ブラバム-フォード         | 1:37.81 | +2.83 | 16       |
| 17    | 9   | ロルフ・シュトメレン           | ブラバム-フォード         | 1:37.85 | +2.87 | 17       |
| 18    | 17  | ジャッキー・オリバー           | シャドウ-フォード         | 1:37.97 | +2.99 | 18       |
| 19    | 28  | リッキー・フォン・オペル       | エンサイン-フォード       | 1:38.22 | +3.24 | 19       |
| 20    | 16  | ジョージ・フォルマー           | シャドウ-フォード         | 1:38.30 | +3.32 | 20       |
| 21    | 25  | ハウデン・ガンレイ             | イソ・マールボロ-フォード | 1:39.38 | +4.40 | 21       |
| 22    | 12  | グラハム・ヒル                 | シャドウ-フォード         | 1:39.50 | +4.52 | 22       |
| 23    | 22  | クリス・エイモン               | テクノ                    | 1:40.39 | +5.41 | DNS 1    |
| 24    | 26  | ジィズ・ヴァン・レネップ       | イソ・マールボロ-フォード | 1:41.04 | +6.06 | 23       |
| 25    | 21  | ニキ・ラウダ                   | BRM                       | no time |       | DNS 2    |
| 出典: |     |                                |                           |         |       |          |

追記
- ^1 - エイモンはエンジンの問題により決勝の出走を拒否した[3]
- ^2 - ラウダは手首の負傷によりフリー走行で撤退[3]

## 決勝
スタートでロニー・ピーターソン（ロータス）とデニス・ハルム（マクラーレン）がポールシッターのエマーソン・フィッティパルディ（ロータス）を抜いていく。ピーター・レブソン（マクラーレン）はクラッチのトラブルによりスタートラインから動けず、マーチのプライベーターであったマイク・ボイトラーもマイク・ヘイルウッド（サーティース）と接触してオイルクーラーにダメージを負って早々にリタイアした。
6番手スタートのアルトゥーロ・メルツァリオ（フェラーリ）は3周目までジャッキー・スチュワート（ティレル）を抑える好走を見せたが、4周目にスチュワートの先行を許し、その後フランソワ・セベール（ティレル）と接触する。セベールはこの接触でサスペンションが壊れリタイアした。E.フィッティパルディは12周目にハルムを抜き返し、ロータスの1-2体制が出来上がる。ハルムはエンジンのプラグが緩んだためピットインを強いられた。
16周目、ロータス陣営はピーターソンに対し、得点上位で2年連続のチャンピオンを目指すE.フィッティパルディを先行させるチームオーダーを出した。ピーターソンはしぶしぶこれに従い、E.フィッティパルディに首位の座を譲った。ロータス勢に次ぐ3位に浮上していたスチュワートはカルロス・パーチェ（サーティース）の猛追を受け始めるも、この順位のままレースは続いていく。
しかし、残り5周となった49周目にE.フィッティパルディの燃料パイプが壊れ、コース上にマシンを止めた。レースはピーターソンが制したが、スチュワートも2位に食い込みポイントを66点とし、E.フィッティパルディとのポイント差を24点に広げて3度目のチャンピオン獲得を確実なものとした。コンストラクターズチャンピオン争いはロータスが首位ティレルとの差を9点に縮めている。
3位のパーチェは初の表彰台を獲得した。4位はカルロス・ロイテマン（ブラバム）、ジャン＝ピエール・ベルトワーズとクレイ・レガツォーニのBRM勢が5-6位となった。

### レース結果
| 順位  | No. | ドライバー                     | コンストラクター          | 周回数 | タイム/リタイア原因     | グリッド | ポイント |
| ----- | --- | ------------------------------ | ------------------------- | ------ | ----------------------- | -------- | -------- |
| 1     | 2   | ロニー・ピーターソン           | ロータス-フォード         | 54     | 1:28:48.78              | 2        | 9        |
| 2     | 5   | ジャッキー・スチュワート       | ティレル-フォード         | 54     | +9.01                   | 7        | 6        |
| 3     | 24  | カルロス・パーチェ             | サーティース-フォード     | 54     | +46.64                  | 8        | 4        |
| 4     | 10  | カルロス・ロイテマン           | ブラバム-フォード         | 54     | +47.91                  | 5        | 3        |
| 5     | 20  | ジャン＝ピエール・ベルトワーズ | BRM                       | 54     | +1:21.30                | 13       | 2        |
| 6     | 19  | クレイ・レガツォーニ           | BRM                       | 54     | +1:38.40                | 14       | 1        |
| 7     | 4   | アルトゥーロ・メルツァリオ     | フェラーリ                | 53     | +1 Lap                  | 6        |          |
| 8     | 7   | デニス・ハルム                 | マクラーレン-フォード     | 53     | +1 Lap                  | 3        |          |
| 9     | 26  | ジィズ・ヴァン・レネップ       | イソ・マールボロ-フォード | 52     | +2 Laps                 | 23       |          |
| 10    | 23  | マイク・ヘイルウッド           | サーティース-フォード     | 49     | +5 Laps                 | 15       |          |
| Ret   | 1   | エマーソン・フィッティパルディ | ロータス-フォード         | 48     | 燃料システム            | 1        |          |
| NC    | 25  | ハウデン・ガンレイ             | イソ・マールボロ-フォード | 44     | 規定周回数不足          | 21       |          |
| Ret   | 18  | ジャン＝ピエール・ジャリエ     | マーチ-フォード           | 37     | エンジン                | 12       |          |
| Ret   | 28  | リッキー・フォン・オペル       | エンサイン-フォード       | 34     | 燃料システム            | 19       |          |
| Ret   | 11  | ウィルソン・フィッティパルディ | ブラバム-フォード         | 31     | 燃料システム            | 16       |          |
| Ret   | 12  | グラハム・ヒル                 | シャドウ-フォード         | 28     | サスペンション          | 22       |          |
| Ret   | 16  | ジョージ・フォルマー           | シャドウ-フォード         | 23     | ディファレンシャル      | 20       |          |
| Ret   | 9   | ロルフ・シュトメレン           | ブラバム-フォード         | 21     | ホイール                | 17       |          |
| Ret   | 17  | ジャッキー・オリバー           | シャドウ-フォード         | 9      | 燃料システム            | 18       |          |
| Ret   | 6   | フランソワ・セベール           | ティレル-フォード         | 6      | サスペンション          | 10       |          |
| Ret   | 27  | ジェームス・ハント             | マーチ-フォード           | 3      | 燃料噴射装置            | 9        |          |
| Ret   | 8   | ピーター・レブソン             | マクラーレン-フォード     | 0      | クラッチ                | 4        |          |
| Ret   | 15  | マイク・ボイトラー             | マーチ-フォード           | 0      | 接触                    | 11       |          |
| DNS   | 22  | クリス・エイモン               | テクノ                    |        | エンジン/撤退           |          |          |
| DNS   | 21  | ニキ・ラウダ                   | BRM                       |        | 予選非計時のみ/腕の痛み |          |          |
| 出典: |     |                                |                           |        |                         |          |          |

優勝者ロニー・ピーターソンの平均速度
215.640 km/h (133.992 mph)
ファステストラップ
- カルロス・パーチェ - 1:37.29 (46周目)

ラップリーダー
太字は最多ラップリーダー
- ロニー・ピーターソン - 22周 (1-16, 49-54)
- エマーソン・フィッティパルディ - 32周 (17-48)

達成された主な記録
- ドライバー
  - 初表彰台: カルロス・パーチェ - 23戦目[W 2][W 10]
- コンストラクター
  - 最終表彰台及び最終ファステストラップ: サーティース - 表彰台は2回目、ファステストラップは3回目[W 2][W 11]

## 第12戦終了時点のランキング
|       | 順位 | ドライバー                     | ポイント |
| ----- | ---- | ------------------------------ | -------- |
|       | 1    | ジャッキー・スチュワート       | 66       |
|       | 2    | フランソワ・セベール           | 45       |
|       | 3    | エマーソン・フィッティパルディ | 42       |
|       | 4    | ロニー・ピーターソン           | 34       |
|       | 5    | ピーター・レブソン             | 23       |
| 出典: |      |                                |          |

|       | 順位 | コンストラクター      | ポイント |
| ----- | ---- | --------------------- | -------- |
|       | 1    | ティレル-フォード     | 77 (81)  |
|       | 2    | ロータス-フォード     | 68 (72)  |
|       | 3    | マクラーレン-フォード | 42       |
|       | 4    | ブラバム-フォード     | 17       |
|       | 5    | フェラーリ            | 12       |
| 出典: |      |                       |          |

- 注: トップ5のみ表示。前半8戦のうちベスト7戦及び後半7戦のうちベスト6戦がカウントされる。ポイントは有効ポイント、括弧内は総獲得ポイント。